# Sistemas de control de fuego de la Armada de los Estados Unidos
Los sistemas de control de fuego de la Armada de los Estados Unidos, GFCS según sus siglas en inglés, son aquellos equipos diseñados para controlar, apuntar y disparar los cañones de los buques de su armada contra blancos de superficie, aéreos y terrestres.

## Antecedentes
Los principales componentes de un sistema de control de fuego son: el director, el calculador, el vertical estable y las torres.
Los directores varían enormemente en tamaño, construcción y apariencia. Por ejemplo, el director de la batería de cañones de 16" es muy diferente al director empleado para controlar los cañones antiaéreos de 40 mm. pero, a pesar de su diferente tamaño y apariencia, la mayoría de los directores tienen los mismos componentes principales. El componente más importante es el radar, que es empleado para determinar la demarcación y distancia al blanco. Si falla el sistema del radar se emplea el equipo óptico que está dentro del director para determinar la posición presente del blanco. El telémetro mide la distancia; los telescopios de las miras establecen la línea de mira, LOS, y por lo tanto se determina la demarcación y distancia al blanco. Sin embargo, los equipos ópticos solo se pueden emplear cuando hay buenas condiciones de visibilidad. En algunos sistemas de control de fuego se puede eliminar el telémetro y la antena del radar se ubica en montaje del cañón.
Hemos considerado hasta ahora solo el control de tiro de superficie por lo que es lógico que comencemos por los sistemas de control de fuego de la batería principal cuando es empleada en tiro contra blancos de superficie.
Los principales componentes de un típico sistema de control de fuego de la batería principal son: el director, el calculador, el vertical estable y las torres. Estos componentes están ubicados en los siguientes cuatro tipos de estaciones a bordo del buque: estaciones de control, directores, centrales y las torres. Cada una de estas estaciones está ubicada en una posición en la cual puede ser más útil para cumplir su propósito. 

### Estaciones

#### Estaciones de control de fuego
Las estaciones de control están ubicadas sobre la cubierta y cercanas al director y son empleadas por los oficiales artilleros para observar y supervisar la situación. Pueden estar equipadas para efectuar varias de las funciones del director y la central en el caso de una emergencia. 
Dependiendo del porte y clase de buque, pueden haber una o dos estaciones de control. Si hay dos, una está ubicada cerca del director de proa y la otra cerca del de popa. Cada una o ambas pueden estar equipadas para tomar el control de varias de las funciones de los directores y de la central en caso de una emergencia o bien en el control de fuego auxiliar o secundario. También pueden servir solamente como estaciones de supervisión y observación del oficial artillero. En cualquier caso las estaciones tienen equipos que permiten la observación del tiro y elementos que indican la distancia y la demarcación del blanco y el rumbo y la velocidad propia y del blanco.
Si la estación de control está pensada para que sustituya al director o a la central, o controlar el fuego secundario o auxiliar, contendrá  algunos o todos de los siguientes equipos: un calculador auxiliar, un equipo de radar y un elemento estable. 
En los buques grandes hay dos estaciones de control de fuego y cada una tiene 1.- un calculador auxiliar, 2.- periscopios, 3.- indicadores de demarcación y distancia 4.- Un indicador múltiple de la ronza de las torres y varios conmutadores y luces de señal. Además la estación de popa tiene un elemento estable y su tablero de control. 
El calculador auxiliar es un instrumento empleado en caso de tiro secundario o auxiliar. Es más chico, más sencillo y menos exacto que el calculador de la central, pero puede efectuar las mismas funciones principales que este. Los periscopios son empleados para ubicar y seguir los blancos y observar la caída de los piques. Los indicadores de demarcación y distancia reciben e indican la demarcación y distancia del blanco desde los directores. El indicador múltiple de ronza de las torres muestra si las torres están o no están siendo ronzadas de acuerdo a las órdenes de ronza. El elemento estable y su panel de control mide el level y el cross-level, y son empleados en control secundario y auxiliar.

#### Directores
Los directores están ubicados en posiciones altas sobre la cubierta principal con el objeto que puedan ver y seguir al blanco mediante el radar o sus equipos ópticos. Los buques grandes tienen dos directores, uno a proa y el otro a popa. El director está encerrado en una armazón que soporta el telémetro y la antena del radar.
Cada director está equipado para medir la distancia al blanco, la demarcación y elevación ya sea óptica o por mediante el radar y transmitir estos valores al calculador. Además, los directores están equipados para efectuar algunas de las funciones del calculador y del elemento estable durante el control de fuego auxiliar o secundario. Los directores también sirven como estaciones de observación desde las cuales se puede ubicar el blanco y espotear la caída de los tiros. 
El director proporciona espacio para una dotación de siete hombres dentro de la armazón. En la parte trasera del director hay espacio para el ronza, el apuntador, el espoteador, el lector de distancia y el telemetrista. En el frente hay espacio para los dos seguidores de las miras. 
El director tiene dos elementos ubicados en su parte baja que computan el tilt de los muñones y la elevación del director. Estos correctores son empleados solo cuando se está en control secundario o auxiliar y calculan las órdenes de ronza y elevación de los cañones.

#### Central
La central (Plotting room) está ubicada bien abajo de la cubierta principal protegida al máximo contra el fuego enemigo, ya que en ella se encuentran el calculador y el vertical estable.
Los acorazados generalmente tienen dos centrales, una a proa y la otra a popa. Cada una puede controlar cualquiera parte de la batería y en una emergencia también pueden controlar el fuego de la batería secundaria. Los cruceros pueden tener solo una central que controla el fuego de todos los cañones de la batería principal. 
La disposición y ubicación de los equipos dentro de la central varía de acuerdo al porte y clase de cada nave. Sin embargo, todas las centrales de la batería principal tiene básicamente los mismos equipos independientemente de su ubicación.
Los principales equipos de una central típica de la batería principal son: elementos indicadores, el tablero control. el equipo de radar, el calculador y el elemento estable.
La central es la fuente primaria de las órdenes de ronza y elevación.

#### Torres
Las torres alojan los cañones, están localizadas sobre la cubierta principal y fuertemente protegidas por corazas.
Los equipos de control de fuego instalados en la torres incluyen artefactos para elevar y ronzar los cañones automáticamente en respuesta a las órdenes del calculador, como también equipos que permiten que los cañones sean operados independientemente del calculador y del director en control de fuego local.
Cada torre está bajo el mando del oficial de torre que ocupa una cabina en la parte trasera de la torre. La cabina está equipada con un periscopio que le permite el oficial de torre observar el blanco, estimando su rumbo y velocidad y espotear la caída de los tiros.
En computador auxiliar en la cabina del oficial de torre es empleado en lugar del calculador para resolver el problema de control de fuego en control de fuego local. Es más pequeño, simple y menos exacto que el calculador y es empleado solo en emergencias.
Muchas torres tienen su propio equipo de radar, cuya antena está colocada en la parte superior de la torre. Este equipo es empleado para controlar la distancia y demarcación generada por el director en control primario y secundario, y es empleado en lugar del equipo óptico en control local. El equipo óptico está en espera para el caso que falle del sistema de radar. 
El telémetro que está detrás de la cabina del oficial de torre, provee un medio para comprobar la distancia proporcionada por el director en control primario y auxiliar. Es empleado en control local enviando la distancia al calculador auxiliar de la torre.
Los telescopios de las miras del ronza y del apuntador están ubicados en la parte delantera de la torre. Hay tres telescopios para los apuntadores, uno para cada cañón ya que estos son controlados independientemente en elevación. Solamente hay un telescopio para el ronza, porque todos los cañones se mueven juntos en ronza. Los telescopios de los apuntadores y del ronza son empleados para apuntar los cañones en control local y para verificar la puntería del director en los otros métodos de control. El telescopio del verificador, ubicado en el extremo izquierdo de la torre, es empleado para verificar la exactitud de los telescopios de las miras.
El equipamiento de las torres hacen posible varios métodos de apuntar los cañones en elevación y ronza. Estos métodos son: 1.- Puntería automática, 2.- puntería por indicadores y 3.- puntería local. Los dos primeros métodos pueden ser empleados tanto en control primario, secundario o auxiliar, mientral que el tercer método es empleado solamente en control local.

### Los diferentes métodos de control de fuego
El sistema de control de fuego de la batería principal permite que esta pueda ser operada de varias maneras diferentes.  Esta flexibilidad permite que el fuego pueda ser mantenido si se produce una falla en uno o más elementos del sistema y permite que los cañones puedan ser disparados contra dos blancos diferentes al mismo tiempo. 
Los diferentes métodos de controlar el tiro difieren en la manera que las órdenes a los cañones son calculadas y transmitidas a los mecanismos de elevación y ronza. Estos cuatro métodos son: 1.- control primario, 2.- control secundario, 3.- control auxiliar y 4.- control local. 
En el control primario el blanco es seguido por el director, las órdenes a los cañones son calculadas por el calculador y transmitidas a las torres vía tablero principal a través del cual todos los componentes del sistema están conectados. En control secundario el blanco es seguido por el director y las órdenes a los cañones son calculadas por los equipos auxiliares de las estaciones de control, las órdenes a los cañones son transmitidas a los cañones a través del tablero principal. El control auxiliar es similar al control secundario, excepto que todos los componentes del sistema están conectados a través del tablero auxiliar de la batería principal que está ubicado en el compartimento del giro de popa. En control local cada torre emplea sus propios instrumentos y miras para resolver el problema y apuntar los cañones y operarlos como unidades independientes.
Adicionalmente a estos cuatro métodos se proveen interconexiones entre el sistema de la batería principal y la batería secundaria lo cual permite que los cañones de la batería principal sean controlados por los directores de la batería secundaria.

#### Control primario
Es el método empleado normalmente en combate. Es la manera más exacta y eficiente de controlar el poder de fuego de la batería principal de la nave y es empleado siempre a no ser que uno de los elementos del control de fuego sea averiado por el fuego enemigo.

#### Control secundario
En la eventualidad que la central sufra daños y por lo tanto también el calculador y el vertical estable se han tomado las provisiones para cambiar la forma de operar si estos instrumentos sufren daños. Mediante sw en el tablero principal se puede cambiar rápidamente de control primario a control secundario o auxiliar. Esto saca del sistema al calculador y el vertical estable y conecta el calculador auxiliar y el elemento estable auxiliar, ubicados en las estaciones de control.
El flujo de informaciones ha cambiado un poco para compensar las limitaciones de los elementos auxiliares. Las órdenes a los cañones no se originan en el calculador sino que en el director que emplea la información que recibe de los elementos auxiliares.

#### Control auxiliar
El control auxiliar es idéntico al control secundario excepto que en este todas las conexiones eléctricas se efectúan a través del tablero auxiliar de la batería principal ubicado en el compartimento del giro compás de popa, pues el tablero principal ha sido dañado.

#### Control local
Es el menos exacto de los cuatro métodos de control debido a las limitaciones de los equipos de las torres. Las torres no tienen elemento estable, por lo que no se hacen correcciones por level y cross-level y el calculador empleado es menos  exacto que cualquiera de los otros.
El control local se puede emplear para controlar una sola torre mientras el resto de la batería está bajo control primario, secundario o auxiliar; también puede ser empleado por todas las torres para controlar toda la batería en el caso de que los daños al sistema hagan imposible emplear los otros métodos de control.

### Resumen
| Tipo de control | Equipo empleado                                                                                          | Ubicación del equipo                                                                                                |
| --------------- | --- | --- |
| Primario        | 1. Director 2. Calculador 3. Vertical estable 4. Radar 5. Tablero principal                              | 1. Estaciones directores 2. Central 3. Central 4. Central 5. Central                                                |
| Secundario      | 1. Director 2. Calculador auxiliar 3. Elemento estable auxiliar 4. Equipos de radar 5. Tablero principal | 1. Estaciones directores 2. Estaciones superiores 3. Estación de popa 4. Central o estación de popa 5. Central      |
| Auxiliar        | 1. Director 2. Calculador auxiliar 3. Elemento estable auxiliar 4. Equipo de radar 5. Tablero auxiliar   | 1. Estaciones directores 2. Estaciones superiores 3. Estación de popa 4. Central o estación de popa 5. Giro de popa |
| Local           | 1. Telémetro y telescopios de las miras 2. Calculador auxiliar 3. Diales indicadores                     | 1. Torres 2. Torres 3. Torres                                                                                       |

## GFCS Mk 33
El GFCS Mk 33 tenía un director abierto movido por poder y empleaba un calculador analógico Mk 10 que estaba instalado en el director en lugar de estar en una central separada como lo era el control HACS de la Royal Navy. Esta circunstancia hizo difícil mejorar el sistema. Podía calcular la solución de fuego para blancos aéreos de 320 nudos y hasta 400 nudos en picada. 
Su instalación en destructores, cruceros y portaaviones comenzó a fines de 1930. Inicialmente no tenían radar y eran apuntados mediante sus miras ópticas. Después de 1942 algunos directores fueron cerrados y se les instaló en el techo un radar Mk 4, a otros se les instaló el radar sobre el director abierto. Con el radar los blancos aéreos grandes podían ser adquiridos a una distancia de 40.000 yardas. La distancia de adquisición de blancos aéreos que volaban bajo o blancos de superficie grandes era de 30.000 yardas. Con el radar los blancos pudieron ser adquiridos y abatidos con exactitud de noche y con cualquier estado del tiempo atmosférico. La US Navy nunca estuvo satisfecha con el GFCS Mk 33, pero los problemas de fabricación en tiempos de guerra y el peso añadido por el sistema Mk 37 hicieron que el cambio de sistema fuera gradual.
Aunque superior a equipos más antiguos, los mecanismos de cálculo dentro del calculador Mk 10 eran demasiado lentos, tanto en la obtención de la solución inicial del problema de control de fuego como en mantenerla cuando la nave efectuaba maniobras. Observadores de ejercicios de ataques aéreos simulados efectuados antes del inicio de las hostilidades hicieron presente estas deficiencias, pero los planes de reemplazo fueron pospuestos por la dificultad de encontrar espacio bajo cubierta para los equipos.

## GFCS Mk 37

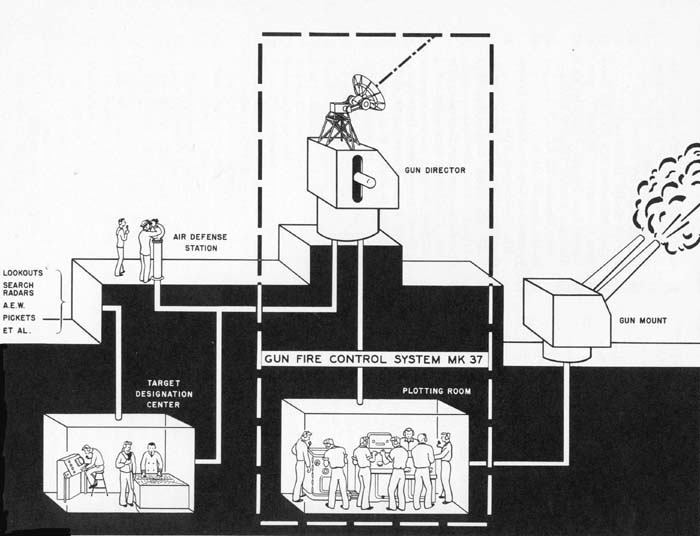
El sistema de control de fuego Mk 37

Como los defectos del GFCS Mk 33 no eran tan grandes se continuó su construcción hasta bastante después de terminada la WWII. En 1936, solo dos años después que se instalara el primer director Mk 33, comenzó el desarrollo de un director mejorado. El objetivo de reducir el peso del director no se obtuvo, ya que el resultante pesó alrededor de 8.000 libras más que el director que quería reemplazar, pero este poseía virtudes que más que compensaban este peso extra. Las órdenes a los cañones eran las mismas que entregaba el director Mk 33 pero proporcionaron más seguridad y dieron mejores resultados al emplearlas en la batería de 5" ya fuera contra blancos de superficie o aéreos. Además el calculador y el elemento estable en lugar de estar ubicados en la caseta del director fueron trasladados bajo cubierta donde estaban más protegidos por la estabilidad del buque y del riesgo de los ataques enemigos. Además el director fue diseñado para tener un radar que le permitió efectuar fuego a ciegas. 
El GFCS Mk 37 fue mejorado continuamente, a fines de 1945 el sistema había tenido 92 modificaciones. Las unidades contratadas sumaban 841 y representaban una inversión de US$ 148.000.000. Destructores, cruceros, acorazados, portaaviones y muchas unidades auxiliares emplearon el director ya fuera en instalaciones individuales como lo fue en los destructores y unidades auxiliares y hasta cuatro en los acorazados. El desarrollo de los directores Mk 33 y Mk 37 proporcionaron a la flota de los Estados Unidos un muy buen sistema de control de fuego de larga distancia contra aviones atacantes. 
Mientras ese había parecido ser el problema más acuciante en el momento que los equipos fueron desarrollados, fue solo una parte del problema completo de la defensa aérea. Al acortarse las distancias la exactitud de los directores caía violentamente, aún a distancias intermedias dejaba mucho que desear. El peso y tamaño de los equipos impedían movimientos rápidos, haciendo difícil cambiar de un blanco a otro. Su eficiencia era entonces inversamente proporcional a la proximidad del peligro. El calculador fue reemplazado por el calculador Ford Mk1 en 1935. La información de las razones de cambio en altura permitían una solución para blancos aéreos que se movían sobre 400 millas por hora. Comenzando con los destructores de la clase Sims emplearon uno de esos computadores y los acorazados hasta con cuatro. La efectividad del sistema contra blancos aéreos disminuyó a medida que los aviones fueron más rápidos, pero hacia el fin de la WWII se efectuaron actualizaciones del sistema Mk 37, y se hizo compatible con el desarrollo de la espoleta de aproximación que explotaba cuando estaba cerca del blanco en lugar del tiempo o la altura, aumentando significativamente la probabilidad de que una granada destruyera un blanco.

### El director Mk 37

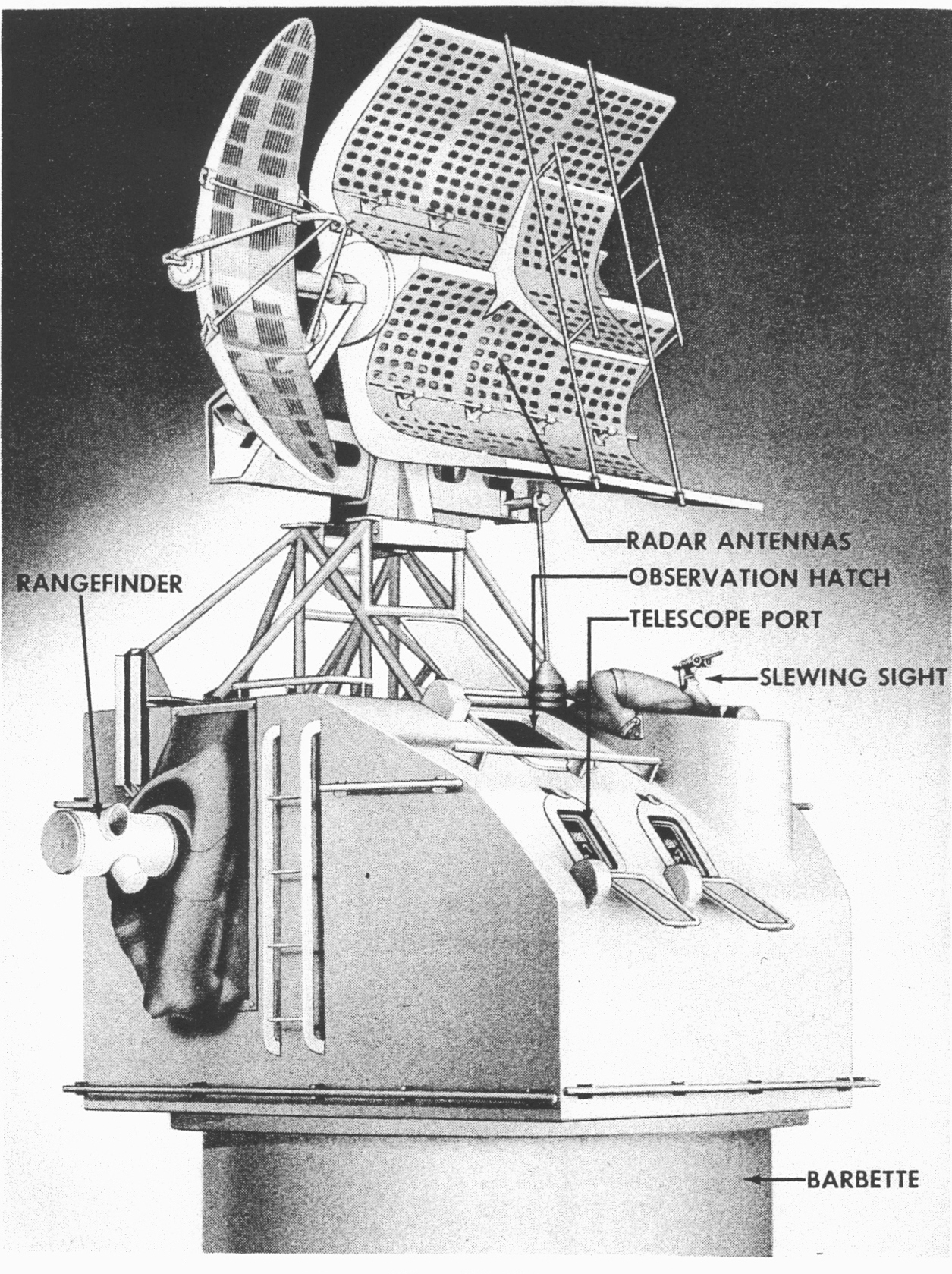
El Director Mk 37 del año 1944

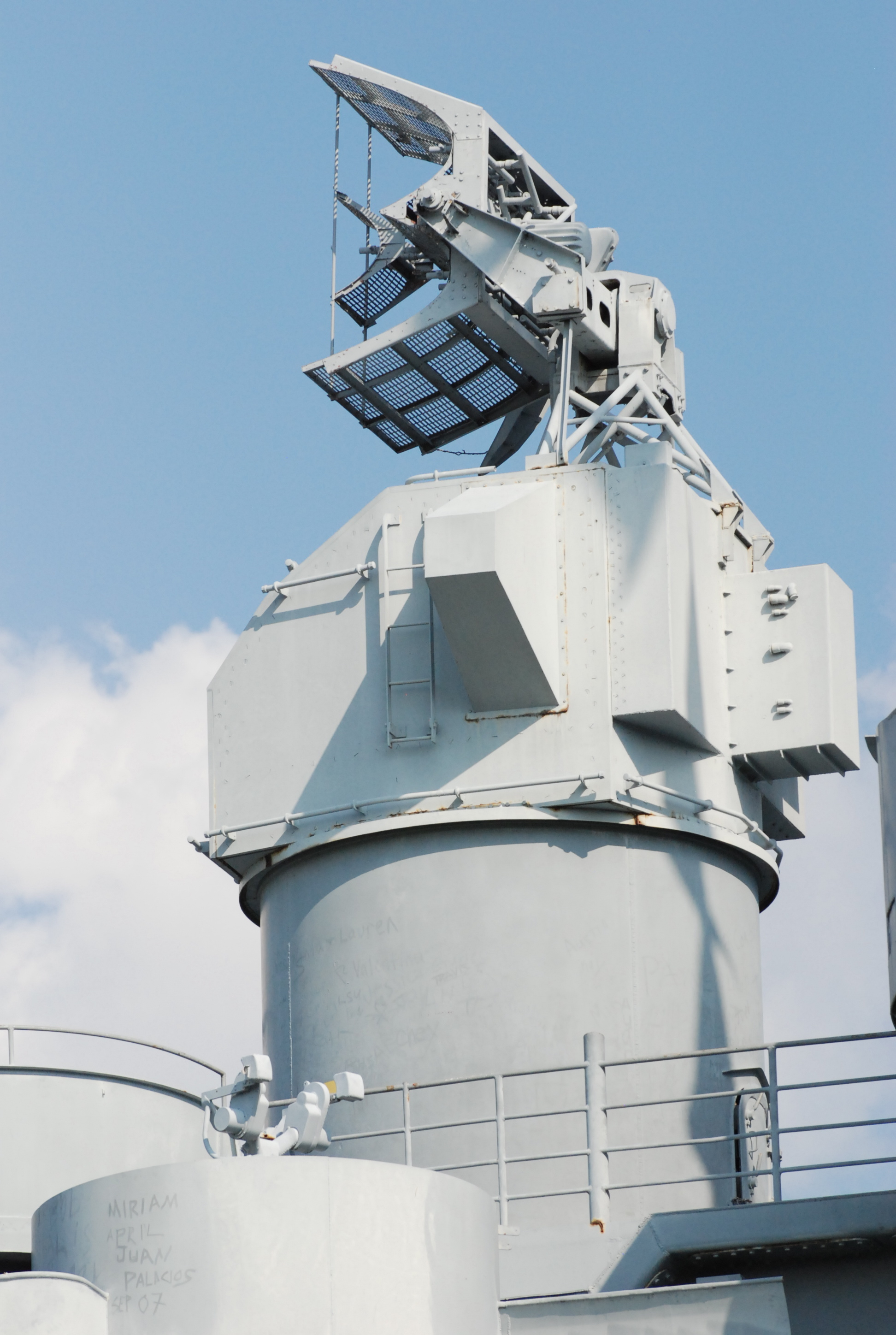
Director Mk 37 del USS Alabama

La función del director Mk 37 que se parecía a una torre con "orejas" en lugar de cañones, era traquear la posición presente de un blanco en demarcación, elevación y distancia. Para hacer esto, tenía miras ópticas (las ventanas rectangulares o portas del frente), un telémetro óptico (los tubos u orejas que salen de cada lado) y en los últimos modelos, las antenas del radar de control de fuego. La antena rectangular era para el radar de control de fuego Mk 12, y la antena parabólica, en el lado izquierdo, para el radar de control de fuego Mk 22. Estos fueron parte de una actualización para mejorar el seguimiento de aviones.
El oficial director también tenía una mira giratoria para apuntar rápidamente el director hacia un nuevo blanco. Los acorazados tenían hasta cuatro sistemas de control de fuego Mk 37. En un acorazado el director está protegido por una coraza de 1,5 pulgas y pesa 21 toneladas. El director Mk 37 del USS ''Joseph P. Kennedy, Jr'' está protegido por una coraza de media pulgada y pesa 16 toneladas.
Señales estabilizadas desde el elemento estable mantenían los telescopios de la mira óptica, telémetro y la antena del radar libre de los efectos del movimiento de la cubierta del buque. La señal que mantenía el eje del telémetro horizontal fue llamada "crosslevel"; la estabilización de la elevación fue llamada simplemente "level". A pesar de que el elemento estable estaba bajo las cubiertas en la central, junto al calculador Mk 1/1A, sus gimbales internos seguían los movimientos del director en demarcación y elevación por lo que este proporcionaba directamente level y crosslevel. Para hacer esto, exactamente, cuando el sistema de control de fuego era instalado al comienzo, un supervisor, que trabajaba en varias etapas, transfería la posición del director a la central de modo que los mecanismos internos del elemento estable estuvieran correctamente alineados con el director.
Aunque el telémetro tenía una masa e inercia importante, los servo de crosslevel normalmente eran cargados ligeramente, porque la inercia propia del telémetro lo mantenía esencialmente horizontal, el trabajo de los servos era generalmente simplemente asegurar que los telescopios de la mira y del telémetro se mantuvieran horizontales.  
Los movimientos en ronza y elevación del director Mk 37 eran efectuados por motores de corriente continua alimentados desde generadores amplificados por poder amplidino. Aunque el amplidino de ronza podía soportar varios kilovatios de salida, su señal de entrada provenía de un par de tetrodos de audio 6L6.

### La central

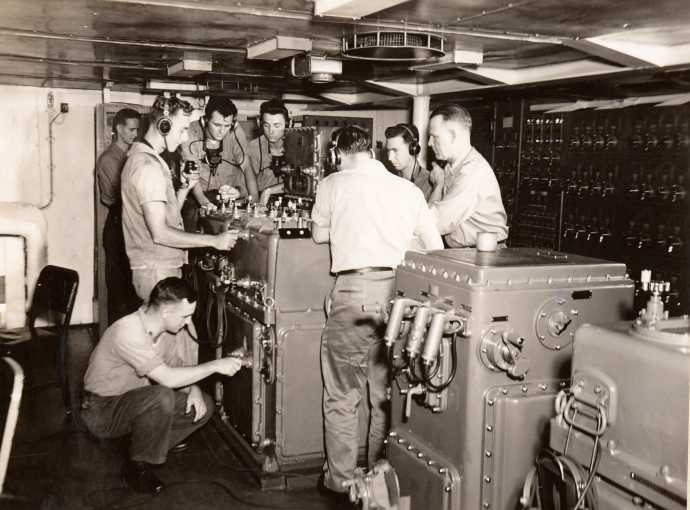
Una central de artillería

En los acorazados, la central de la batería secundaria estaba bajo la línea de flotación y dentro del cinturón acorazado. Tenía cuatro grupos de equipos de control de fuego necesarios pata apuntar y disparar a cuatro blancos. Cada conjunto incluía un calculador Mk 1A, un elemento estable Mk 6, controles y pantallas del radar de control de fuego, correctores de paralaje, un tablero control y el personal necesario para operar todo.

### El calculador Ford Mk 1A

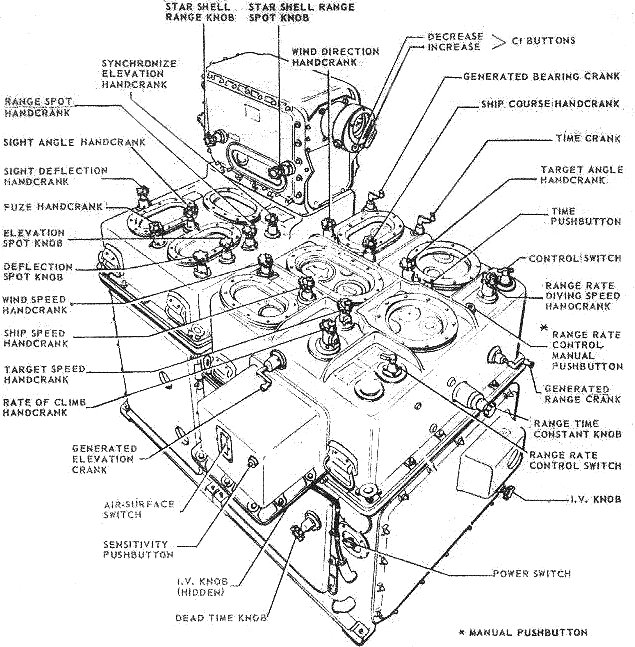
El calculador de control de fuego Mk 1A

El calculador de control de fuego Mk 1A fue un calculador bálistico analógico electro mecánico. Originalmente se llamó Mk 1, pero cuando las modificaciones de su diseño fueron lo suficientemente profundas se le cambió a "Mk 1A". El Marca 1A apareció terminada la WWII y había incorporado tecnología desarrollada por los calculadores de control de fuego de los laboratorios Bell Mk 8. Aunque empleó muchas aleaciones de aluminio su peso era equivalente al de un automóvil. Utilizaba corriente alterna monofásica de 115 volts 60 Hz. Consumía a plena carga lo mismo que tres casas con sus hornos eléctricos funcionando, 140 amperes o 15.000 watts. Casi todas las entradas y salidas del calculador eran hechas mediante transmisores y receptores sincrónicos.
Su función era apuntar automáticamente los cañones para que los proyectiles disparados dieran en el blanco. La misma función que tenía el calculador Mk 8 de la batería principal empleado en el GFCS Mk 38 excepto que algunos de los blancos que el Mk 1A tenía que abatir se movían en elevación y eran mucho más rápidos. Para un blanco de superficie, el problema de control de fuego de la batería secundaria era el mismo que para la batería principal con las mismas entradas y salidas. La principal diferencia entre los dos calculadores eran sus cálculos balísticos. La cantidad de elevación del cañón necesaria para proyectar una granada de 5" nueve millas náuticas es muy diferente de la elevación necesaria para proyectar una granada de 16" la misma distancia.
El problema del control de fuego antiaéreo era más complicado porque tenía el requerimiento adicional de seguir al blanco en elevación haciendo predicciones en tres dimensiones. Las salidas del MK 1A eran las mismas, elevación y ronza del cañón, excepto que se agregó la graduación del tiempo de espoleta. El tiempo de espoleta era necesario porque el ideal de obtener un impacto directo sobre un blanco que se movía muy rápido era impracticable. Al graduar un tiempo de espoleta en la granada se esperaba que esta explotara lo suficientemente cerca del blanco para destruirlo con la onda de choque y sus esquirlas. Hacia el fin de la WWII, el invento de la espoleta de proximidad eliminó la necesidad de calcular el tiempo de espoleta. Esto aumentó mucho las probabilidades de destruir los blancos aéreos. Los calculadores digitales de control de fuego entraron en servicio a mediados de 1970.
Estos calculadores fueron construidos por Ford Instrument Company, la compañía recibió su nombre en honor de Hannibal C. Ford un diseñador genial y uno de los directores de la compañía. En general estos calculadores fueron muy bien diseñados y construidos, eran resistentes y casi no presentaban problemas de mantención y operación.

### El elemento estable Mk 6

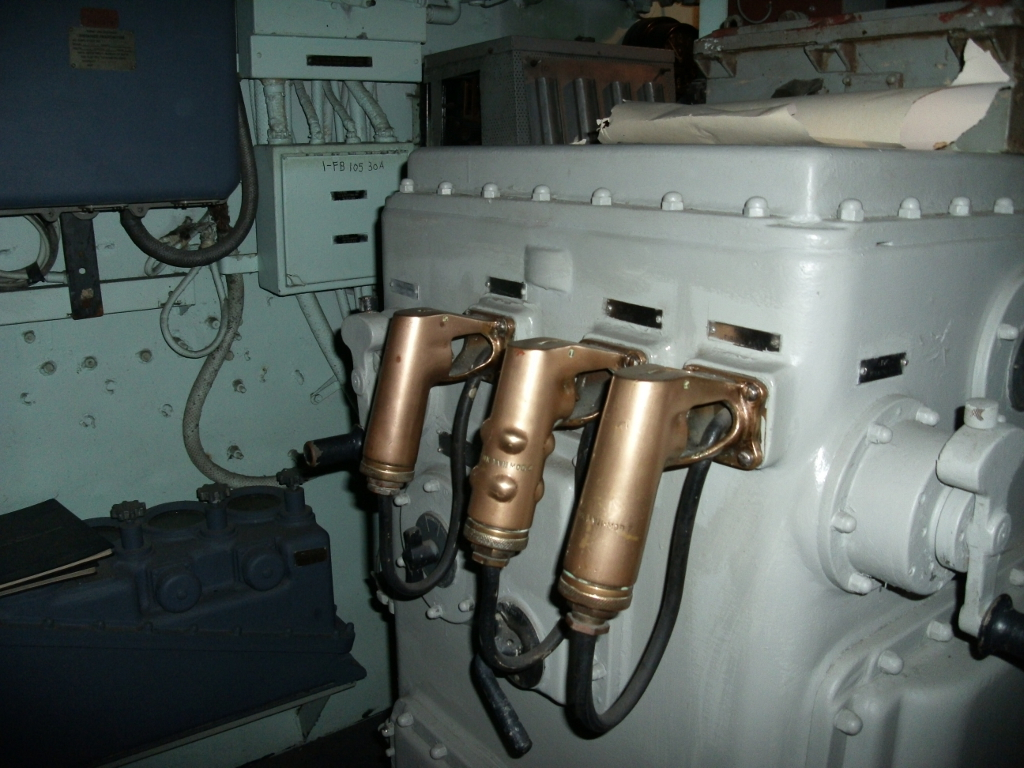
Elemento Estable del USS Kidd - DD 661

La función del elemento estable Mk 6 en este sistema de control de fuego es la misma que la del elemento estable Mk 41 del sistema de la batería principal.
Es un giroscopio que busca la vertical proporcionando al sistema la vertical independientemente del balance y cabeceo del buque. En el modo de superficie reemplaza la señal de elevación del director. También tiene los pistoletes de fuego en el modo de superficie.
Se basa en un giroscopio montado en un suspensión cardán de modo que su eje de rotación sea vertical. El alojamiento del rotor gira a baja velocidad, del orden de las 18 rpm. En lados opuestos del alojamiento hay dos pequeños recipientes parcialmente llenos con mercurio, conectados por un tubo capilar. El mercurio fluye lentamente hacia el recipiente más bajo debido a la restricción del tubo. Si el eje de rotación no está vertical, Si el eje del giro no está vertical, el peso adicional en el recipiente inferior tiraría de la carcasa si no fuera por el giro y la rotación del alojamiento. La velocidad de rotación y la velocidad del flujo de mercurio se combinan para colocar el recipiente más pesado en la mejor posición para hacer que el giroscopio preceda hacia la vertical.
Cuando el buque cambia repentinamente de rumbo, la aceleración debido a la caída puede ser lo suficientemente grande como para confundir al giro y hacerlo desviarse de la vertical. En esos casos, el girocompás del buque envía una señal de desconexión que cierra una válvula solenoide para bloquear el flujo de mercurio entre los recipientes. La deriva de la caída es lo suficientemente lenta como que no influye por cortos períodos de tiempo; cuando el buque reasume un rumbo estable los sistemas de erección vuelven a funcionar corrigiendo cualquier error.
La rotación de la Tierra es significativamente rápida por lo que necesita ser corregida. Un pequeño peso ajustable en un barra dentada y una escala de latitud hacen preceder al giro en una razón angular equivalente a la latitud de la Tierra en que se navega.

### El radar de control de fuego
El radar de control de fuego empleado en GFCS Mk 37 ha evolucionado. En la década de 1930, el director Mk 33 no tenía antena de radar. La misión Tizard proporcionó a los Estados Unidos la información crucial sobre la tecnología del radar en el Reino Unido y en la Armada Real sobre los sistemas de radar de control de fuego. En septiembre de 1941 las primeras antenas rectangulares de radares de control de fuego Mk 4 fueron instaladas en directores Mk 37 y desde mediados de 1942 fueron comunes en todos los directores de US Navy. Luego la velocidad de los aviones fue más rápida y en 1944 siendo necesario aumentar la velocidad y exactitud de los Mk 4 siendo reemplazados por una combinación del sistema Mk 12, con antena rectangular y el sistema Mk 22 con antena parabólica, llamadas antenas "cáscaras de naranja". A fines de los años 1950 los directores Mk 37 tenían radares de rebusca cónicos the la Western Electric Mk 25 de banda X con platos perforados. Finalmente la antena circular SPG fue instalada en la parte alta.

## GFCS Mk 38
El sistema de control de fuego Mk 38 controlaba los grandes cañones de la batería principal de los acorazados clase Iowa. Sus principales componentes eran el director, la central y el equipo de interconección de transmisión de datos. Los dos sistemas, el de proa y el de popa eran completos e independientes. Sus centrales estaban aisladas para protegerlas contra la propagación de los daños de una a otra. El sistema de radar empleado por el sistema era lejos mucho más avanzado que los primitivos radares usados por los japoneses en la WWII.

### Director Mk 38
Estaba situado en lo alto de l torre de control de fuego. Equipado con miras ópticas, el telémetro óptico Mk 48 y la antena del radar Mk 13 de control de fuego.
El propósito del director era seguir la demarcación y distancia presente del blanco. Esto se podía hacer en forma óptica mediante los operadores de las miras y del telémetro o electrónicamente mediante el radar. El radar era el método preferido. 
La posición presente del blanco era llamada la línea de mira, LOS, y era enviada en forma continua mediante sincro motores a la central. Cuando no se empleaba el radar para espotear, el director era la estación de espoteo óptico.

### La central

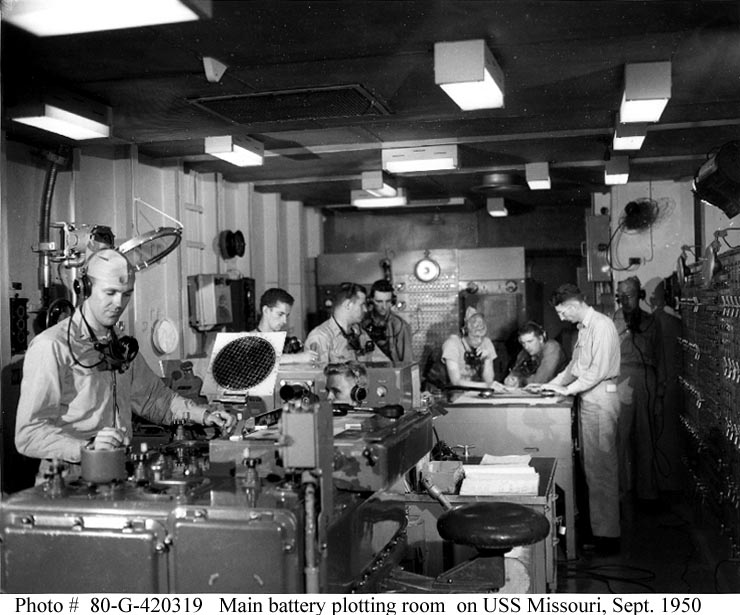
Central del USS Missouri

La central de proa estaba ubicada bajo la línea de agua dentro del cinturón acorazado del buque. Alojaba el calculador Mk 8 del sistema de proa, el vertical estable Mk 41, el radar Mk 13, correctores de paralaje, el tablero principal, el tablero de teléfonos de combate, indicadores de estado de la batería, al ayudante del oficial de batería y al personal de control de fuego.
El calculador Mk 8 era un calculador analógico electromecánico cuya función era calcular permanentemente la demarcación y elevación de los cañones, la línea de fuego LOF, para apuntar a la posición futura del blanco. Para ello recibía información del director, LOS , la distancia desde el radar, el rumbo verdadero desde el girocompás, la velocidad del buque desde la corredera pitómetro, el level y cross-level desde el vertical estable y la velocidad y dirección del viento relativo desde el anemómetro. También, antes que comenzara la acción, el personal efectuaba los ajustes manuales de la velocidad media inicial de los proyectiles disparados y la densidad del aires. Con toda esta información, el calculador establecía el movimiento relativo entre el buque y el blanco. Luego podía calcular el ángulo y razón de cambio en distancia entre la LOS y la posición futura al término del tiempo de vuelo del proyectil. A estos ángulos de demarcación y distancia se le agregaban las correcciones por gravedad, viento, efecto Magnus por la rotación del proyectil, los valores estabilizadoras proveniente del vertical estable, curvatura de la Tierra y efecto Coriolis. El resultado eran las órdenes de ronza y elevación de los cañones, LOF. En las acciones de superficie, el espoteo en distancia y deflección y elevación del blanco eran ingresados manualmente.
El vertical estable Mk 41 era un giroscopio que buscaba la vertical y cuya función era entregar al sistema el balance y cabeceo del buque. También tenía los pistoletes de fuego de la batería.
El radar Mk 13 entregaba la distancia presente del blanco y mostraba la caída de los piques alrededor del blanco de manera que el oficial artillero pudiera corregir la puntería del sistema introduciendo al calculador el espoteo en distancia y deflección. También podía seguir automáticamente al blanco controlando el sistema de poder de la demarcación del director. Gracias al radar, el sistema de control era capaz de seguir y disparar al blanco a grandes distancias y con mayor exactitud durante el día, la noche o con tiempo inclemente. Esto fue demostrado en noviembre de 1942 cuando el acorazado USS Washington se enfrentó a al crucero Kirishima de la Armada Imperial Japonesa de noche y a una distancia de 18.500 yardas (16.900 metros). El enfrentamiento dejó al Kirishima en llamas y fue hundido por su tripulación. Esto le dio a la Armada de los Estados Unidos una gran ventaja en la WWII, ya que los japoneses no desarrollaron el radar ni el control de fuego al nivel de la US Navy.
Los correctores de paralaje eran necesarios porque las torres estaban ubicadas a cientos de pies del director. Había uno para cada torre y la distancia al director era introducida manualmente. Estos recibían automáticamente demarcación relativa y distancia del blanco. Corregían la orden de demarcación de cada torre de manera que todos los tiros disparados en una salva convergieran sobre el mismo punto. 
El tablero principal establecía la configuración de la batería. El oficial artillero podía mezclar y asignar las torres al sistema de control elegido. Podía tener las torres controladas por el sistema de proa o por el de popa, obien dividirla para disparar a dos blancos. 
El ayudante del oficial artillero y el personal de control de fuego operaban los equipos, se comunicaban con las torres y con la comandancia mediante teléfonos magnéticos y miraban los diales del calculador y del sistema por si había problemas. Si aparecía un problema, ellos lo podían corregir o reconfigurar el sistema para minimizar su efecto.

## FCS Mk 51
El sistema AA Bofors de 40 mm fue sin dudas el mejor sistema antiaéreo ligero de la WWII, empleado en casi todos los buques mayores de las flotas Americanas y del Reino Unido entre 1943 y 1945.
Fue más efectivo en naves grandes como destructores escolta y mayores cuando se le acopló transmisión electro hidráulica para mayor velocidad y el director Mk 51 para mayor exactitud.
Los cañones de 40 mm fueron los adversarios más temidos por la aviación japonesa, considerando que derribaron aproximadamente la mitad de los aviones japoneses abatidos entre el 1 de octubre de 1944 y el 1 de febrero de 1945.